# Xã Livonia, Quận Sherburne, Minnesota
Xã Livonia (tiếng Anh: Livonia Township) là một xã thuộc quận Sherburne, tiểu bang Minnesota, Hoa Kỳ. Năm 2010, dân số của xã này là 5.951 người.